# Pantomallus reclusus
Pantomallus reclusus är en skalbaggsart som först beskrevs av Martins 1981.  Pantomallus reclusus ingår i släktet Pantomallus och familjen långhorningar. Inga underarter finns listade i Catalogue of Life.